# The Londoner (Macao)

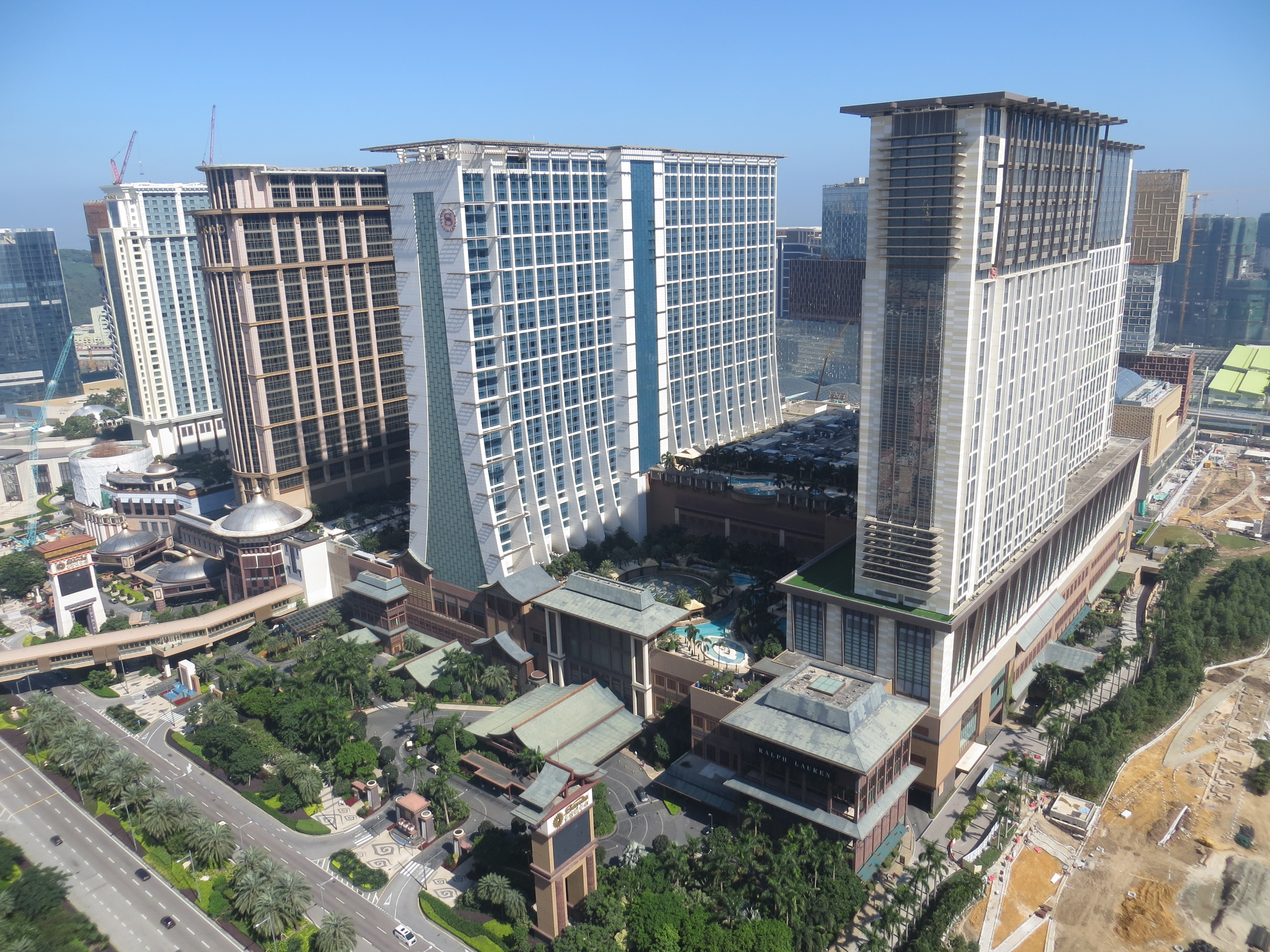
Vue du Sands Cotai Central depuis la Tour Eiffel du Parisian Macao en 2017.

The Londoner Macao (en chinois : 澳門倫敦人, litt. « Le Londonien Macao ») est un complexe hôtelier et de divertissement situé sur le Cotai Strip de Macao, en Chine. Propriété de Sands China, filiale de Las Vegas Sands, il a ouvert ses portes en 2021 après une transformation majeure du Sands Cotai Central pour adopter un thème inspiré de la ville de Londres. Conçu pour offrir une immersion dans l'ambiance britannique, le Londoner Macao comprend des répliques d'icônes londoniennes, telles que la tour de Big Ben grandeur nature, le palais de Westminster, la fontaine commémorative Shaftesbury (en), et un modèle réduit de la façade du 10 Downing Street, résidence officielle du Premier ministre britannique.
Le complexe abrite plusieurs hôtels prestigieux, dont le Londoner Hotel, le Conrad Macao, le Sheraton Grand Macao, et le St. Regis Macao, qui proposent des milliers de chambres et suites luxueuses. Il comprend également des casinos, un large éventail de restaurants thématiques, des boutiques de renom et des installations de divertissement, dont un théâtre pour des spectacles internationaux. L'expérience immersive est renforcée par une décoration intérieure inspirée de l'élégance classique londonienne.
Conçu pour rivaliser avec d'autres mégastructures du Cotai Strip comme le Venetian Macao ou le Galaxy Macao, le Londoner Macao mise sur une thématique culturelle distincte pour attirer des visiteurs du monde entier. Ce complexe joue un rôle clé dans la diversification de l'offre touristique de Macao, consolidant son image de destination mondiale pour le divertissement et le luxe.

## Historique

### Développement et construction
Le cabinet d'architecture Aedas est l'architecte principal pour tous les projets de Las Vegas Sands sur le Cotai Strip. Il emploie des entreprises locales pour développer, coordonner et mettre en œuvre la conception. Le principal entrepreneur est Hsin Chong Construction Group Limited (en).
En novembre 2005, Las Vegas Sands annonce un accord avec Shangri-La Hotels and Resorts pour qu'ils gèrent une tour d'hôtel dans le complexe, avec 500 chambres sous leur marque de luxe Shangri-La et 1 000 chambres sous leur marque d'hôtels d'affaires Traders Hotels.
En février 2006, Las Vegas Sands annonce un accord avec Starwood Hotels pour exploiter deux tours d'hôtel dans le complexe sous leur marque Sheraton Hotels et une troisième tour d'hôtel sous leur marque de luxe St. Regis Hotels (en).
La construction du projet est ralentie et compliquée en partie par les restrictions gouvernementales sur le nombre de travailleurs étrangers pouvant être embauchés dans le territoire en manque de main-d'œuvre. Selon le principal entrepreneur : « Les travaux ont commencé en 2006 mais le projet a traversé une période de suspension en raison de la crise économique mondiale. Pendant cette période, les travaux sur le projet se sont complètement arrêtés et il a été assez difficile de redémarrer le projet. Le personnel a dû être recruté et les entrepreneurs engagés. Plus de 130 entrepreneurs ont été impliqués dans le projet. Les restrictions de quota de main-d'œuvre importée ont également été un défi ».
Le nombre de tables de jeu dans le complexe est également un sujet épineux, car le gouvernement local imposait un plafond sur les tables jusqu'en 2013. La société déclare début août 2011 que Sands Cotai Central aura jusqu'à 530 tables contre les 670 initialement prévues.
Le 24 mars 2011, Las Vegas Sands annonce qu'il a mis fin à son accord de gestion avec Shangri-La Hotels and Resorts,. Puis, le 5 août 2011, Sands China annonce qu'ils ont signé des accords de franchise avec Hilton Worldwide et InterContinental Hotels pour remplacer Shangri-La et placer plus de 1 800 chambres sur les sites 5 et 6 de Cotai sous la marque de luxe Conrad Hotels (en) de Hilton et la marque Holiday Inn d'InterContinental.
De plus, le 5 août 2011, la société annonce également que le complexe hôtelier s'appellera officiellement Sands Cotai Central. Le complexe comprendra plus de 6 000 chambres et suites, deux casinos, plus de 28 000 m² d'espace de réunion, et 11 établissements de restauration et de boissons. Il totalisera 9 800 m² d'espace de jeu et 1 270 000 m² d'installations non liées au jeu.

### Ouverture

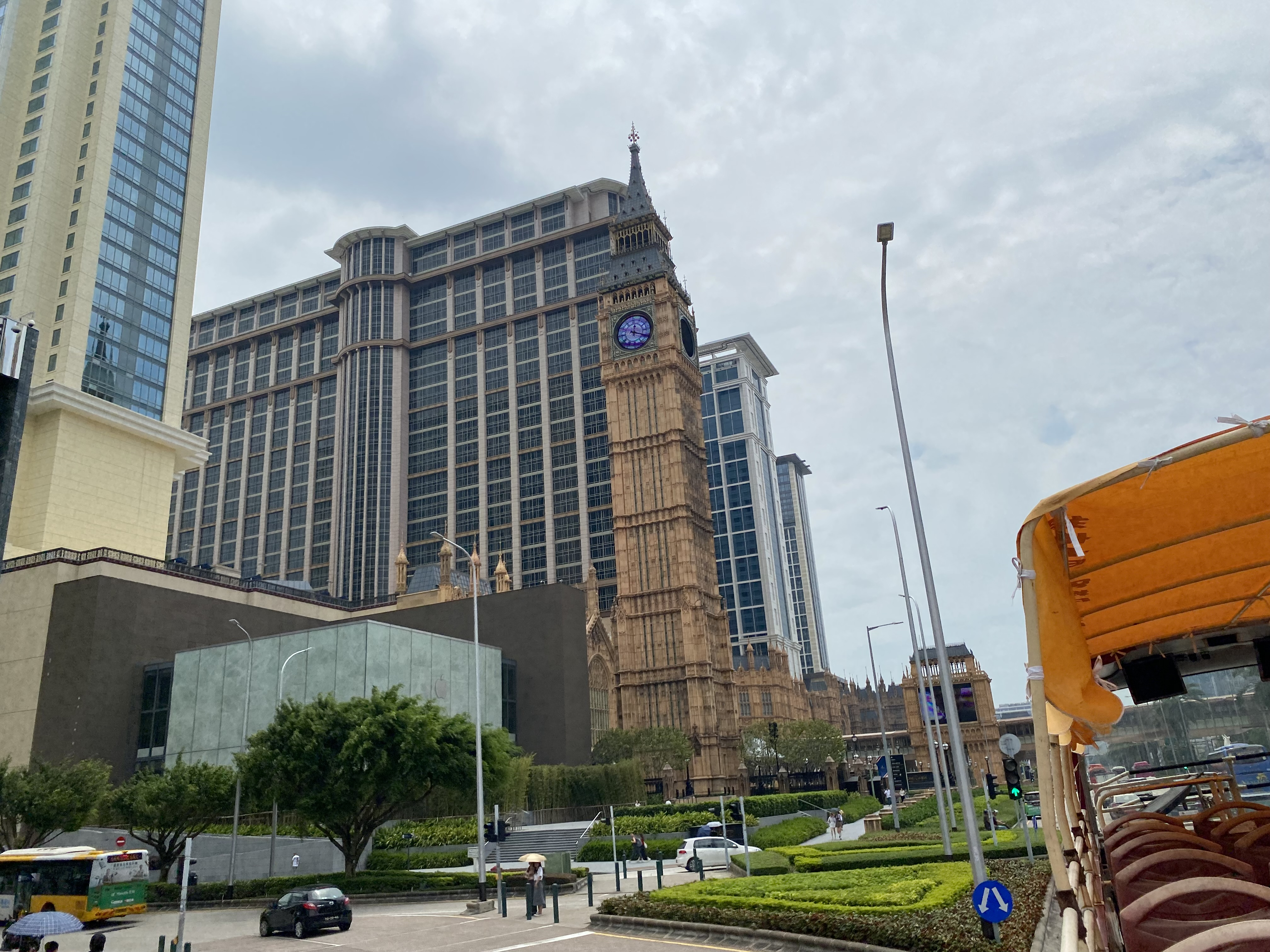
Réplique grandeur nature de Big Ben au Londoner.

Le complexe hôtelier ouvre le 11 avril 2012, présentant le quatre étoiles Holiday Inn Macao, Cotai Central, le plus grand Holiday Inn au monde, avec plus de 1 200 chambres, et le cinq étoiles Conrad Macao, Cotai Central, avec plus de 600 chambres.
La cérémonie d'ouverture est annoncée comme « La plus grande fête de lancement en Asie en 2012 ». Elle est marquée par l'exploit du funambule Jade Kindar-Martin et de sa femme Karine Mauffrey, traversant la distance de 525 mètres entre le sommet du Venetian et le nouvel hôtel Conrad, tout en s'équilibrant à 150 mètres au-dessus du sol sur un fil de moins de 25 mm d'épaisseur. Le spectacle est accompagné par l'orchestre symphonique national de Chine.
La deuxième phase, constituée des deux tours jumelles du cinq étoiles Sheraton Macao Hotel, Cotai Central, ouvre le 20 septembre 2012. Le Sheraton de 4 001 chambres est à la fois le plus grand hôtel de Macao et le plus grand Sheraton au monde.
La troisième phase, The St. Regis Macao, Cotai Central et les suites de luxe, ouvre le 17 décembre 2015, en tant que quatrième tour du Sands Cotai Central.
Le 18 janvier 2016, le Sheraton Macao Hotel, Cotai Central est rénové pour passer au niveau premium Sheraton Grand de la marque et renommé Sheraton Grand Macao Hotel, Cotai Central.

### Renommage
En 2017, Las Vegas Sands annonce des plans pour rénover Sands Cotai Central sur le thème de Londres et le renommer en « Londoner Macao », en raison des résultats décevants du complexe. Le Holiday Inn Macao ferme en 2019 et est réaménagé et renommé en Londoner Hotel avec la moitié du nombre de chambres,, et la marque Cotai Central est abandonnée pour les hôtels St. Regis, Conrad et Sheraton.
L'ensemble du complexe est officiellement renommé Londoner Macao le 8 février 2021, lorsque la première phase du complexe rénovée célèbre sa grande ouverture. La première phase comprend l'ouverture du Londoner Hotel, le tout nouvel atrium Crystal Palace présentant une réplique de la fontaine commémorative Shaftesbury (en), de nouvelles options de restauration, et un certain nombre d'attractions interactives à thème londonien. Un club exclusif de style britannique pour les invités du Londoner Hotel, The Residence, ouvre également ses portes dans le cadre de la Phase 1.
Les phases ultérieures, progressivement achevées tout au long de 2021, incluent les Suites by David Beckham situées aux deux derniers étages du Londoner Hotel, un Londoner Court de 370 chambres, un Shoppes at Londoner rethématisé et agrandi, et la Londoner Arena de 6 000 places. Les phases ultérieures du renommage voient également l'achèvement de la façade des Chambres du Parlement, une réplique grandeur nature de Big Ben, et le spectacle Changing of The Guard présenté à l'atrium Crystal Palace,,.
La transformation globale du complexe est achevée en mai 2023 et est marquée par une célébration à laquelle assiste David Beckham, avec des performances du pianiste Lang Lang, de la chanteuse pop de Hong Kong GEM, de l'artiste de théâtre musical chinois Ayanga (en) et du chanteur anglais Jamie Cullum.
En 2024, les deux tours d'hôtel sous la marque Sheraton ferment et sont rénovées, leurs 4 000 chambres étant réduites à 2 405 chambres, en raison de la conversion de nombreuses chambres en suites. Le Sheraton n'avait que 360 suites, tandis que la nouvelle propriété aura 1 500 suites. Elle sera lancée sous la marque Luxury Collection de Marriott en tant que « Londoner Grand, A Luxury Collection Hotel » à l'automne 2024, avec une tour, tandis que la deuxième tour rouvrira en 2025. Le Londoner Grand Casino est rénové dans le même temps.

## Hôtels au Londoner Macao
Les hôtels qui font partie du Londoner Macao sont les suivants :
| Hôtels                  | Nombre de chambres |
| ----------------------- | ------------------ |
| The Londoner Hotel      | 594                |
| Suites by David Beckham | 594                |
| Conrad Macao            | 659                |
| St. Regis Macao         | 400                |
| Londoner Grand          | 2405               |
| Londoner Court          | 368                |

## Premières macanaises
De nombreuses enseignes ont ouvert leurs premiers magasins à Macao au Londoner :
- Marks & Spencer - Août 2014
- Zara Home - Août 2014
- Lady M - Juillet 2018 [27]
- Haidilao (en) - Octobre 2019
- The Cheesecake Factory - Octobre 2019 [28]
- Taier Sauerkraut Fish - Août 2020
- North Palace - Décembre 2020
- The Huaiyang Garden - Janvier  2021
- Shake Shack - Avril 2021 [29],[30]
- The Mews - Septembre 2023
- Gordon Ramsay Pub & Grill - Janvier 2024
- Nusr-Et - planning

## Accès

### Bus
Il existe plusieurs services de navette reliant le Londoner Macao aux principaux ports d'entrée de Macao et aux stations balnéaires voisines. Ces services de navette sont fournis gratuitement.
- The Londoner Macao vers les Portas do Cerco
- The Londoner Macao vers le port de Hengqin
- The Londoner Macao vers The Parisian Macao, The Venetian Macao, et le terminal maritime de Taipa (en)

### Métro
Le Londoner Macao se trouve à quelques pas des gares de Cotai West et de Cotai East, sur la section Taipa du métro de Macao qui dessert le Cotai Strip et le quartier de Cotai dans son ensemble.

## Galerie

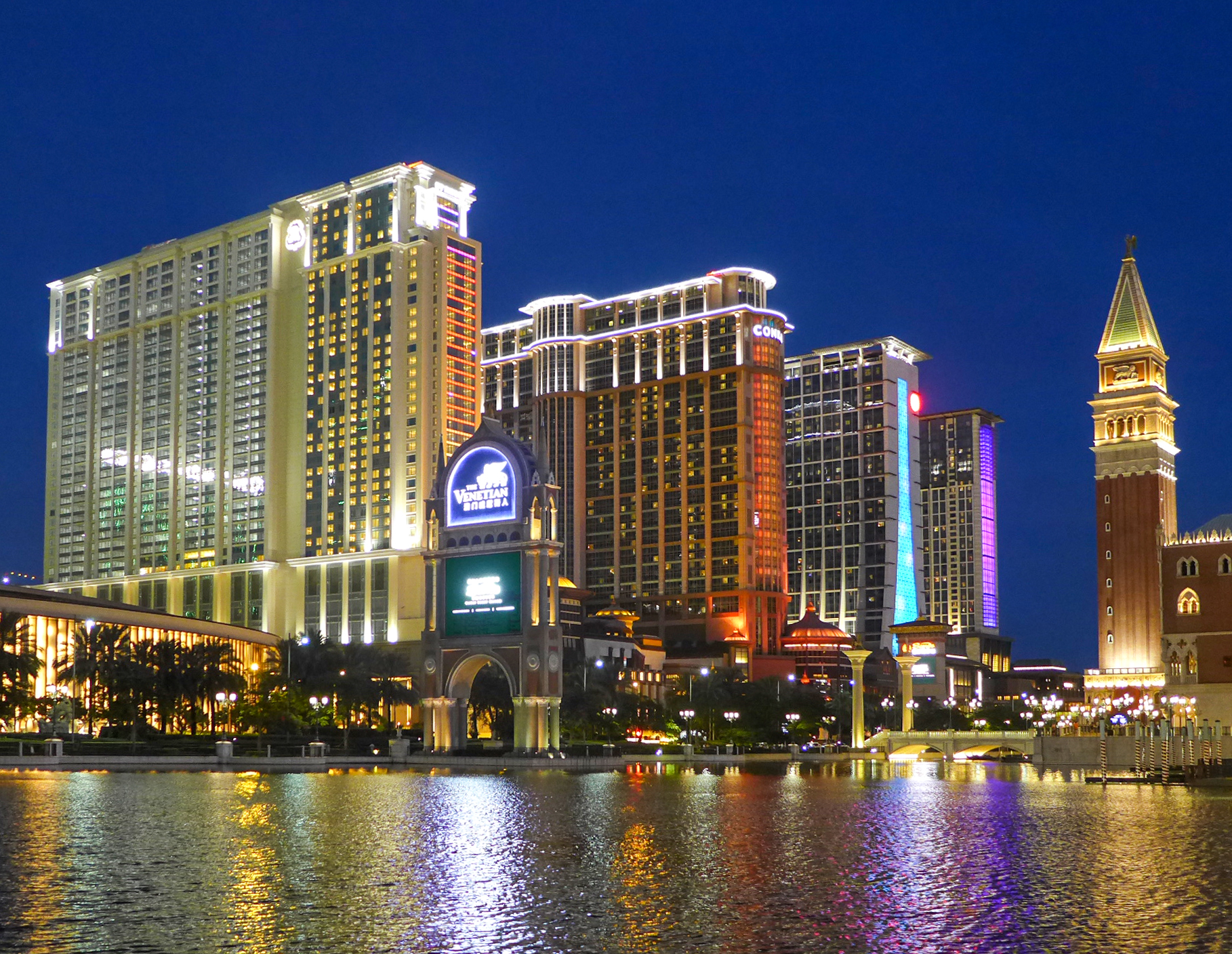
Sands Cotai Central de nuit en 2016
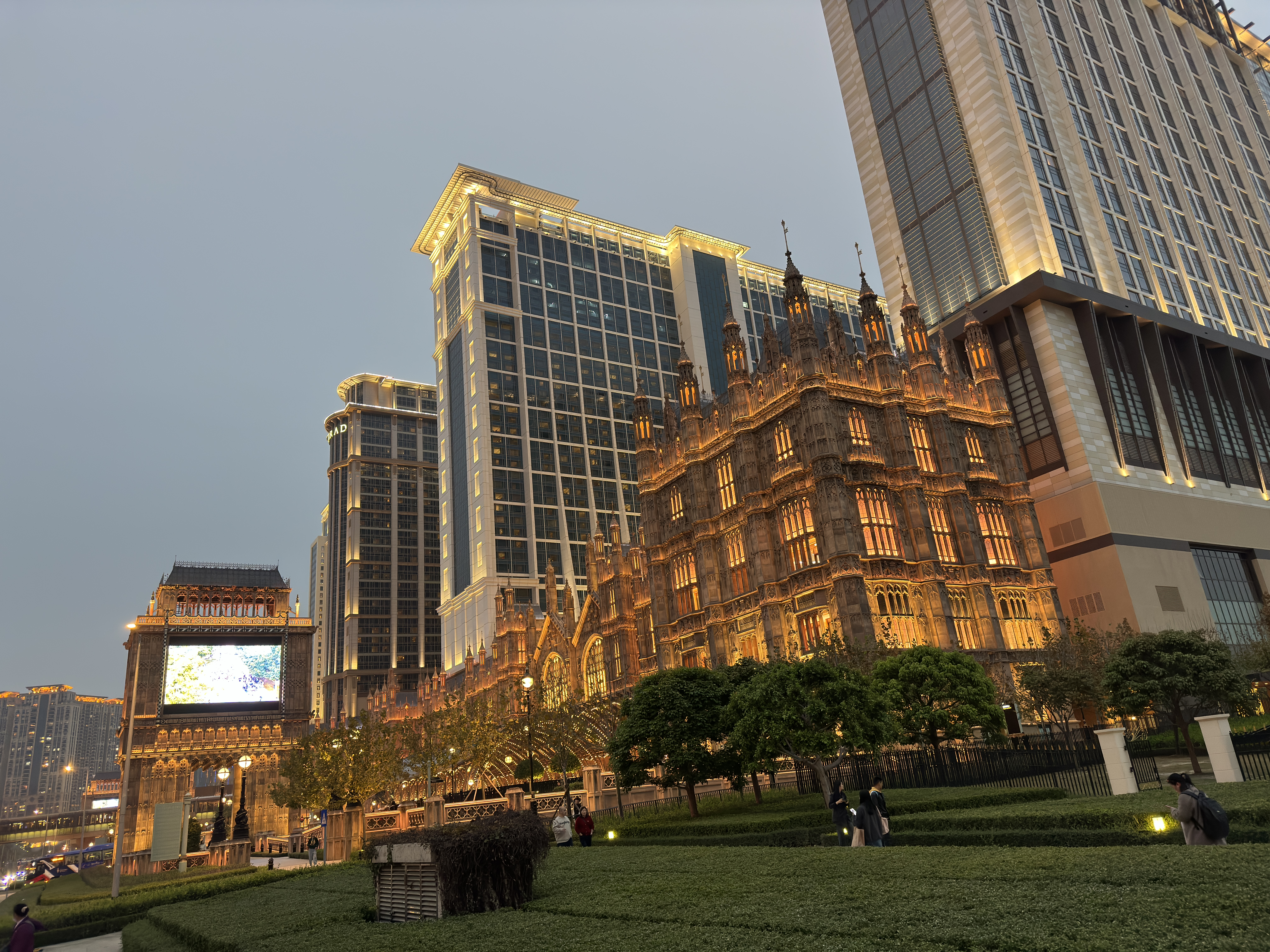
Le Londoner de nuit en 2024
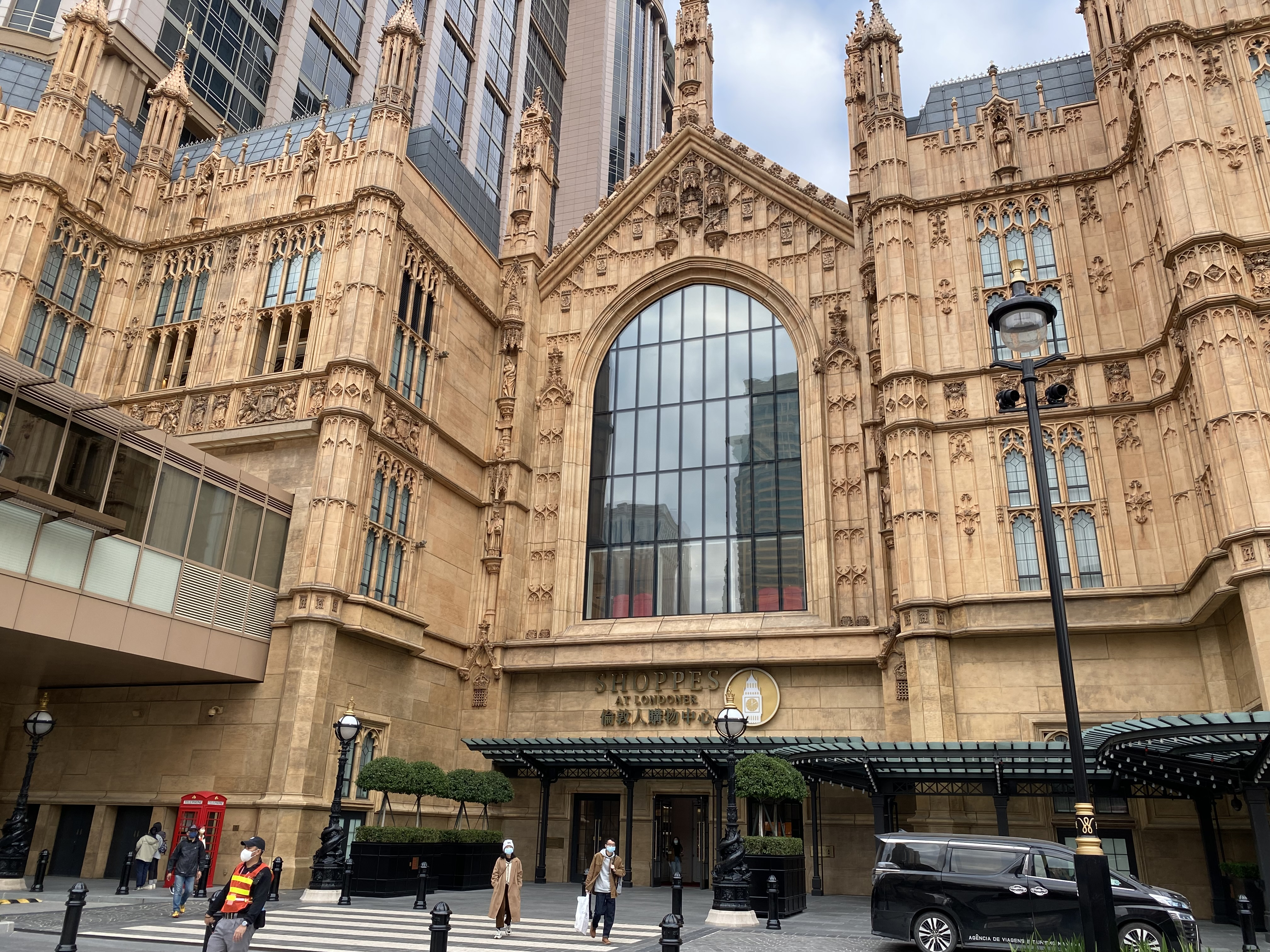
Entrée des galeries commerciales
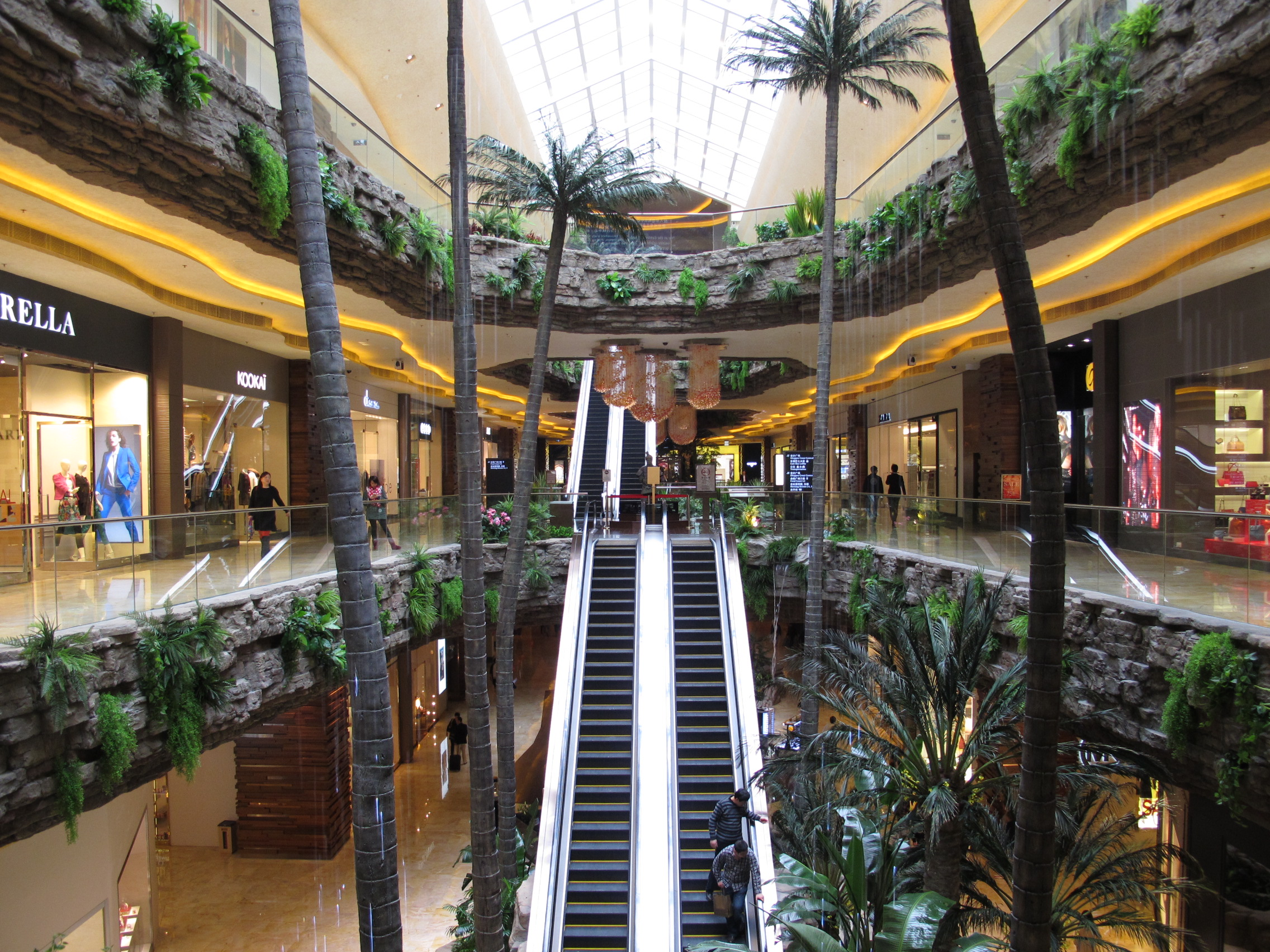
Intérieure des galeries commerciales
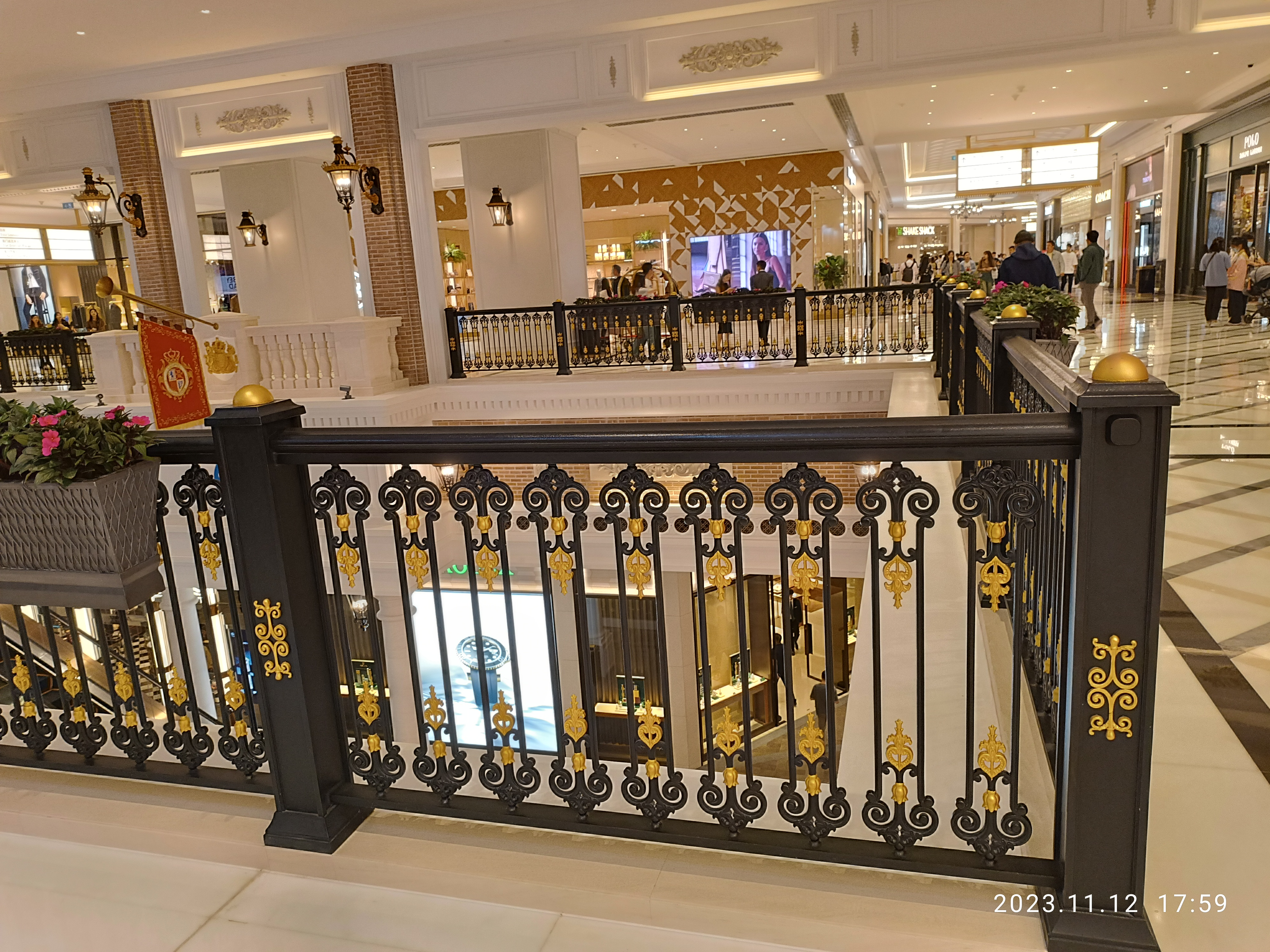
Gardes-corps de style anglais
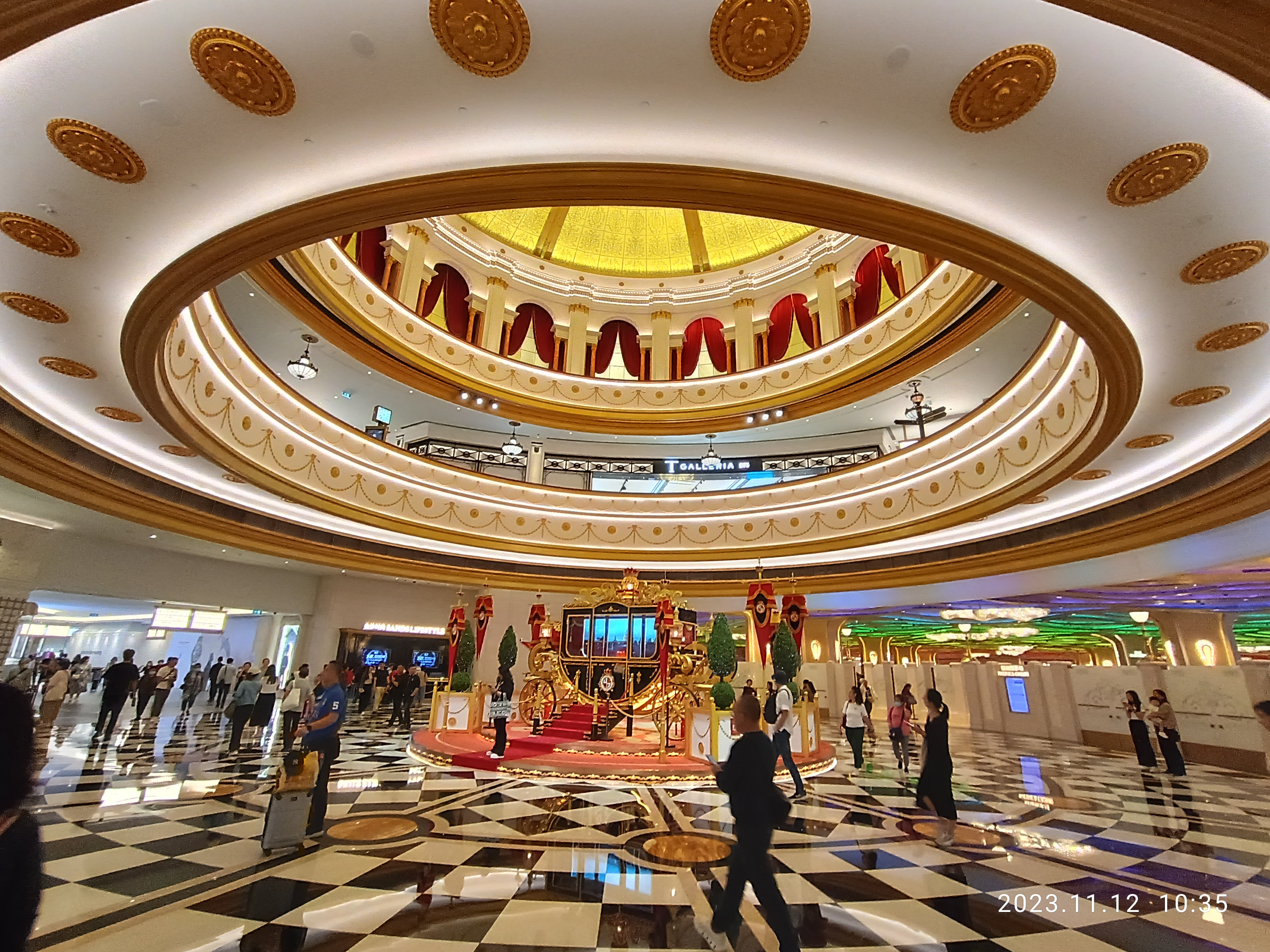
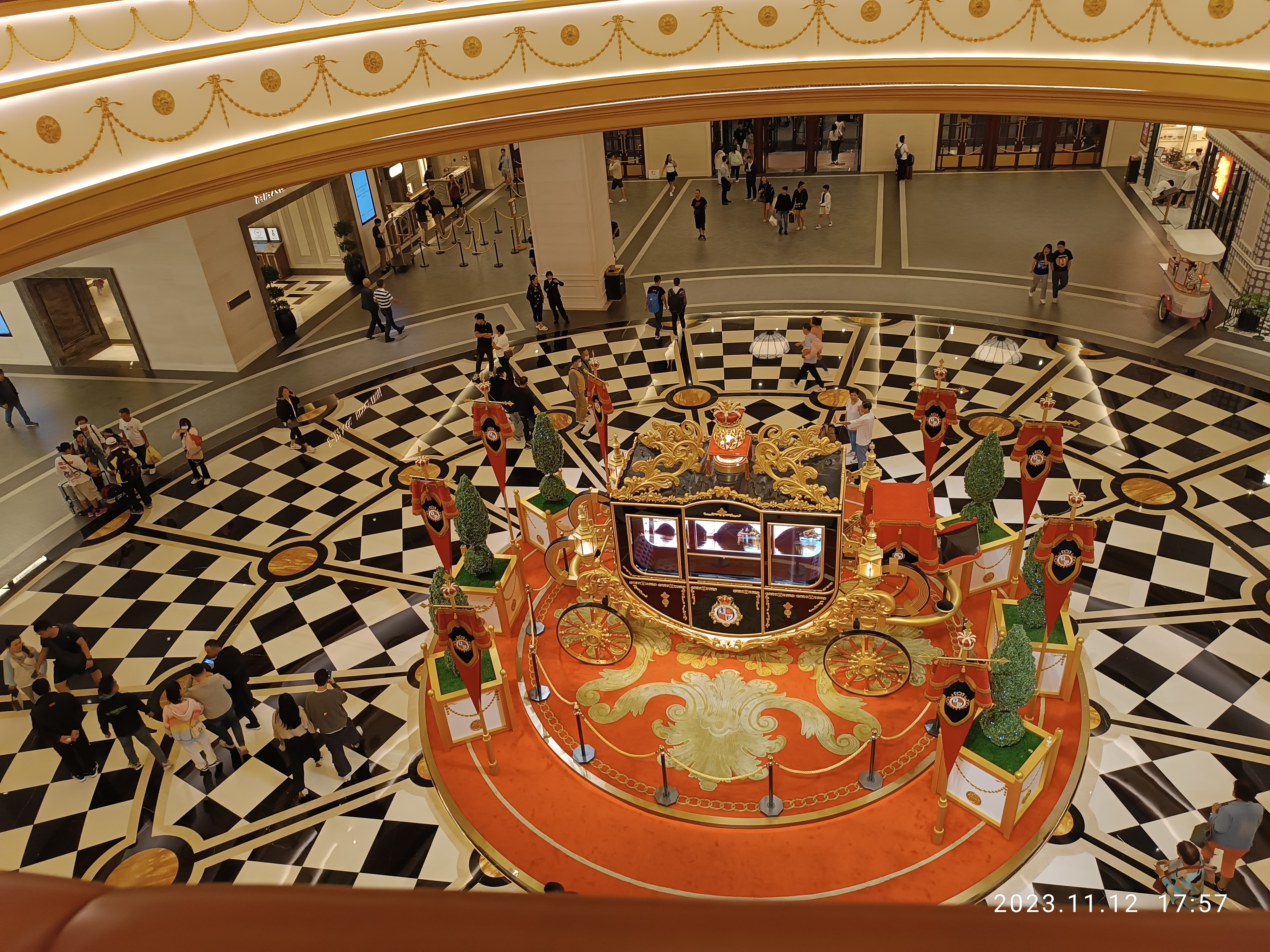
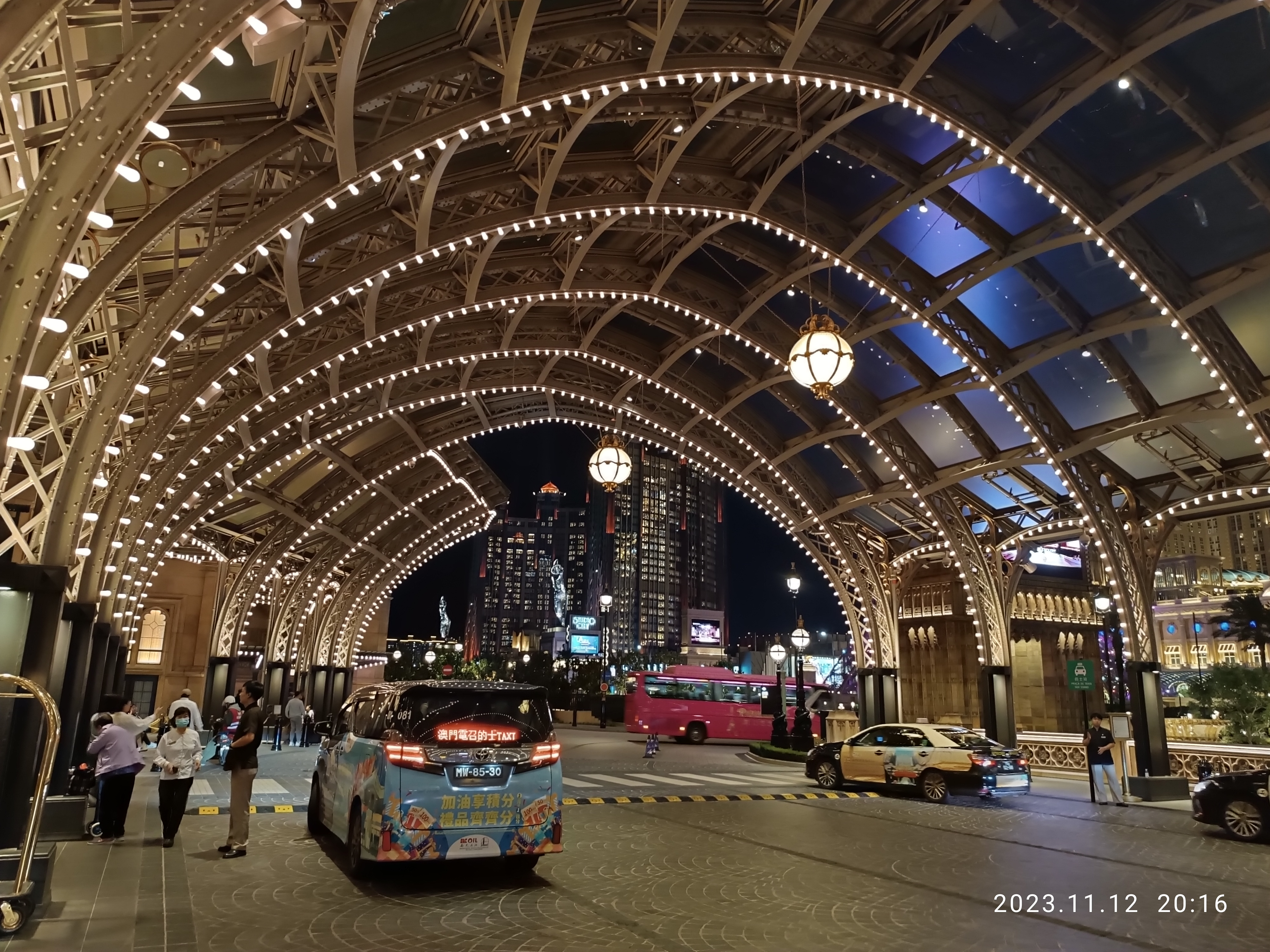
Entrée des voitures de nuit
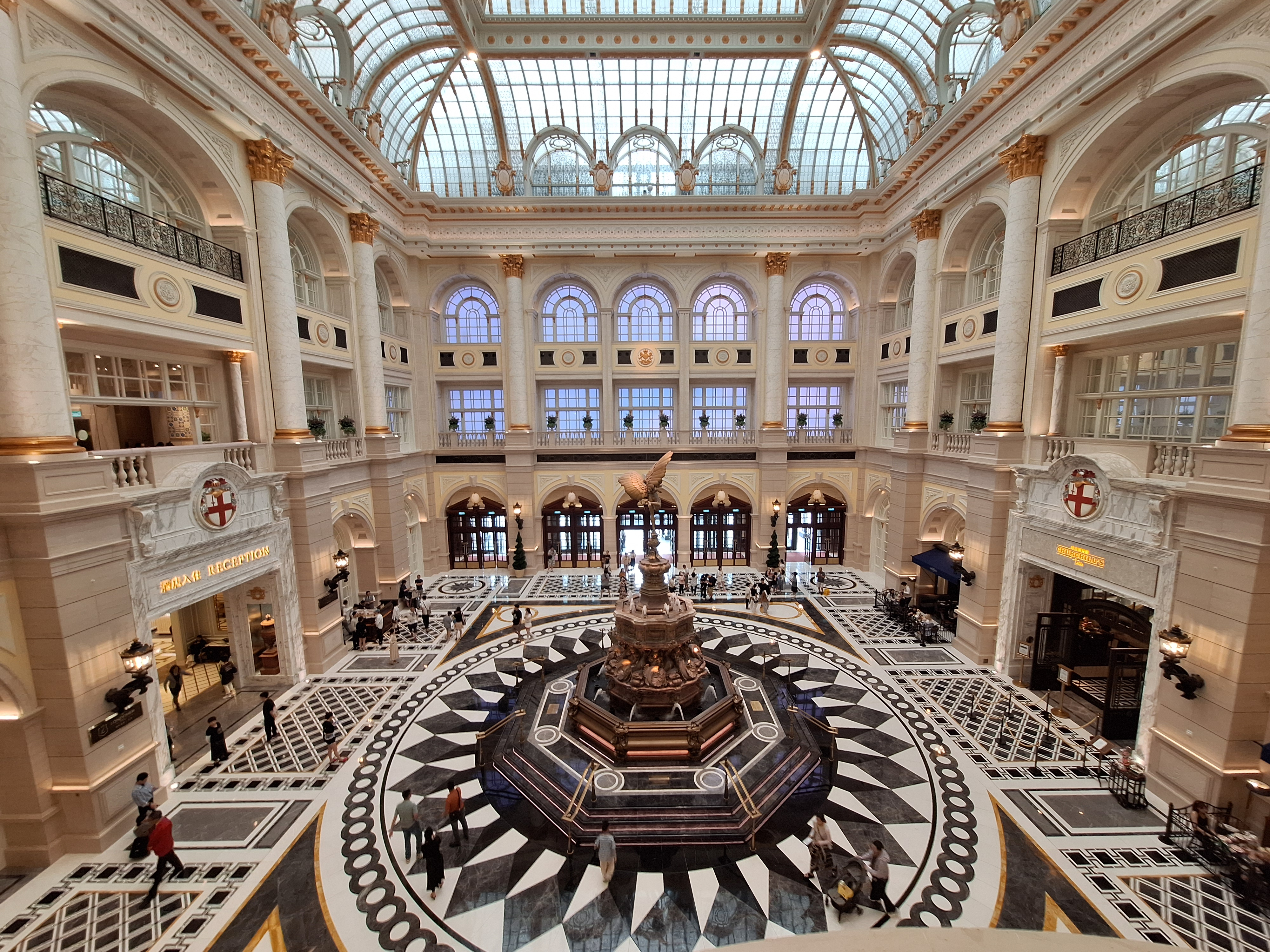
L'atrium Crystal Palace
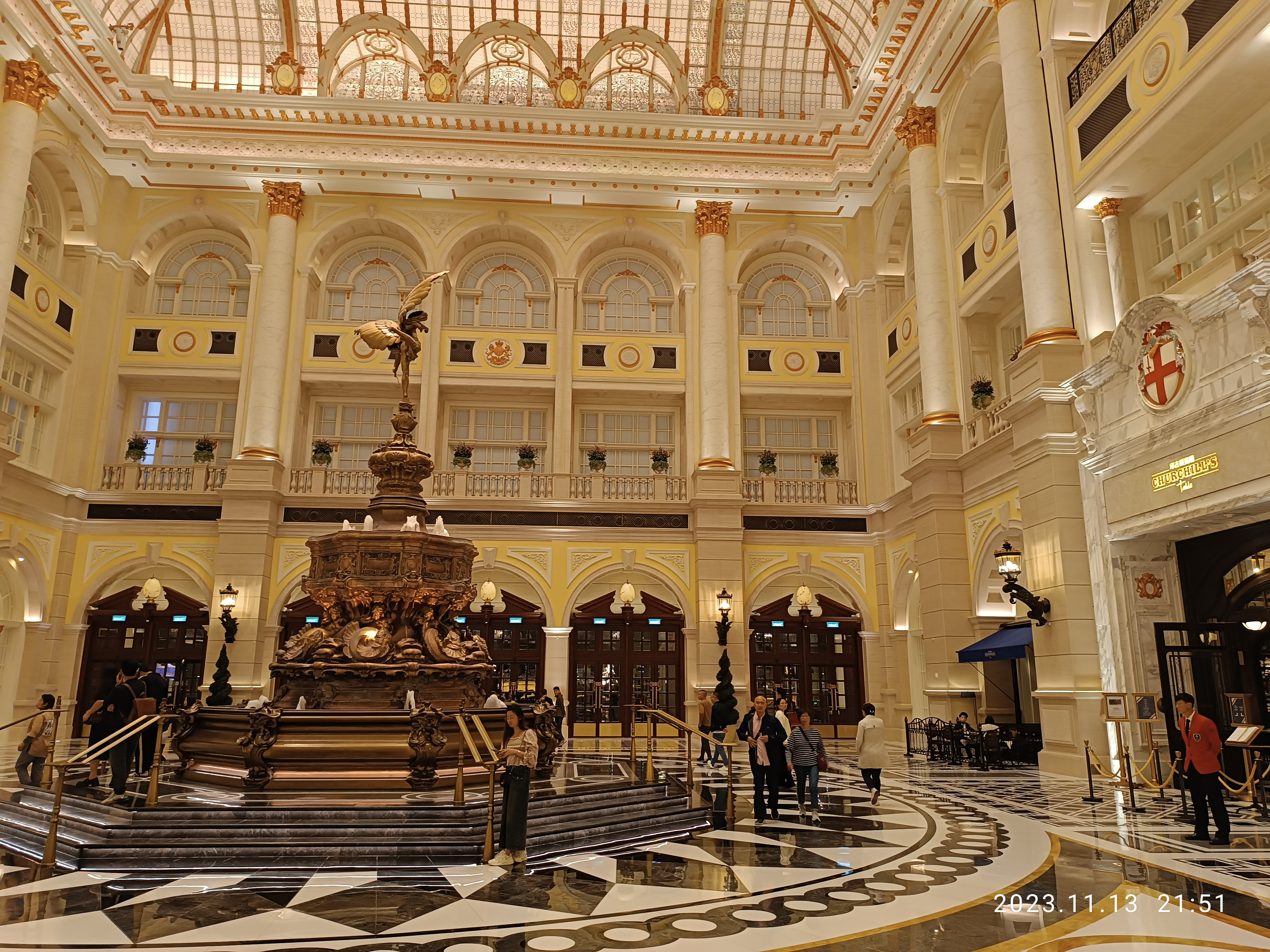
Réplique de la fontaine commémorative Shaftesbury (en)
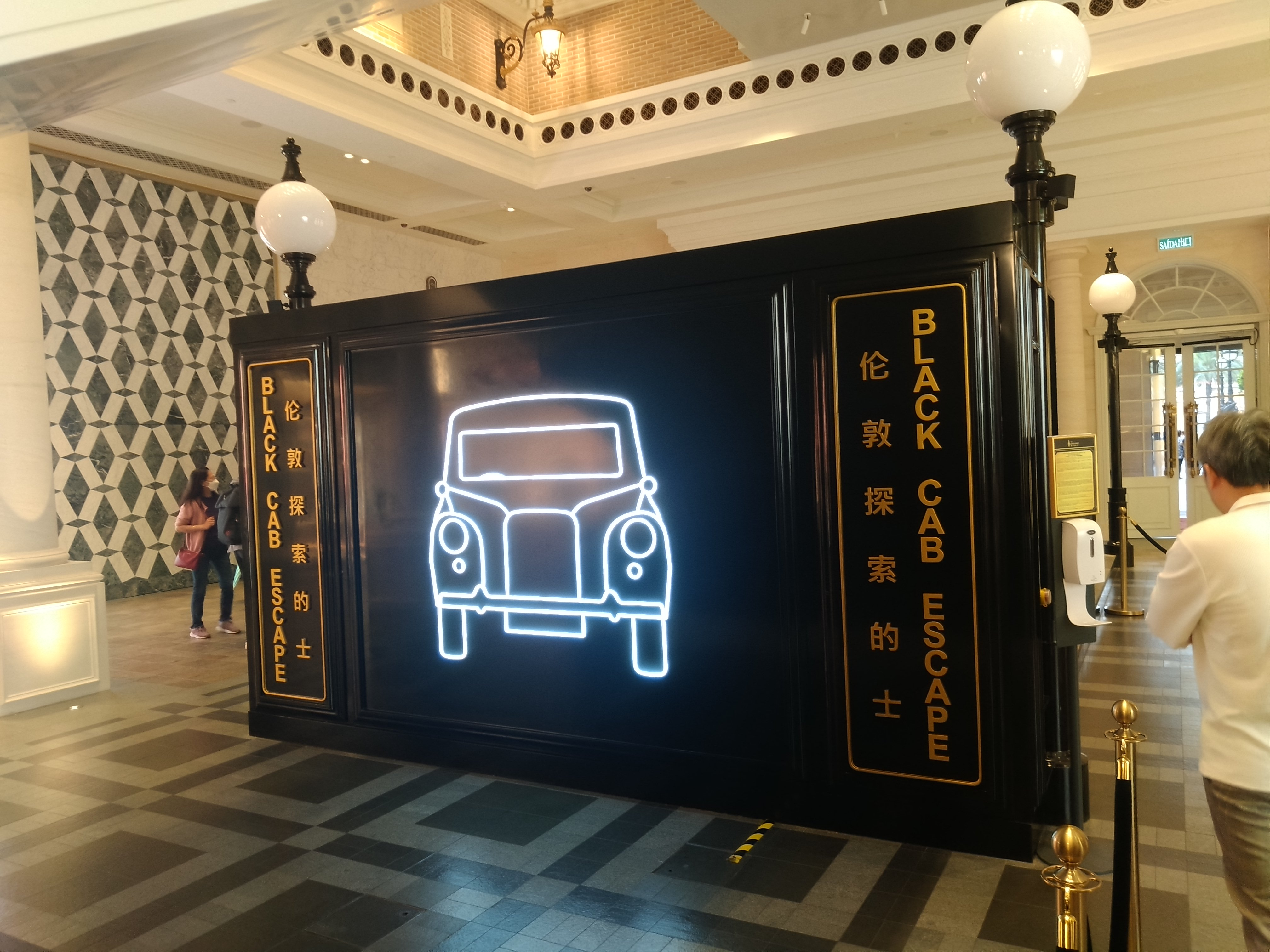
The Black Cab Escape
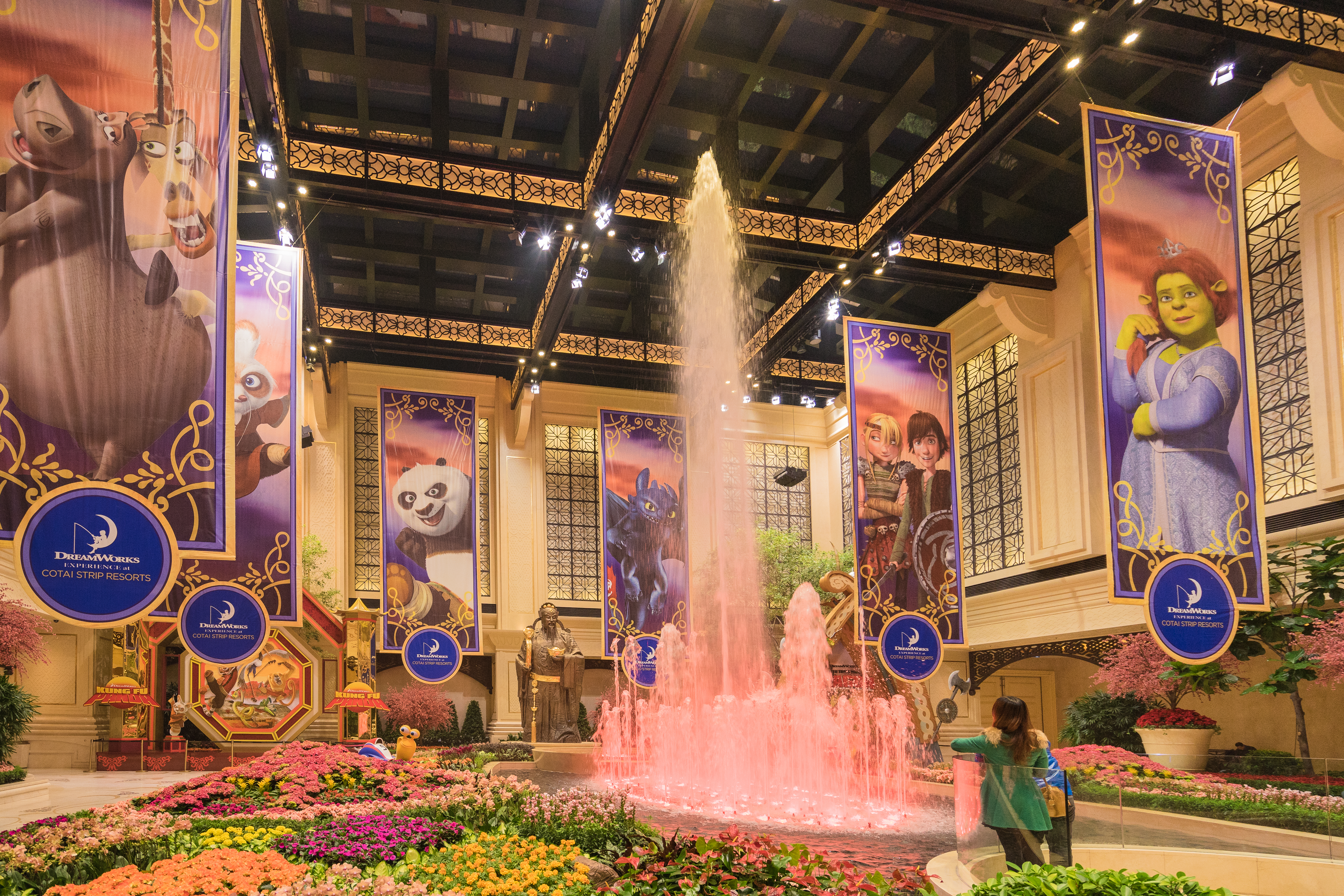
Paradise Garden
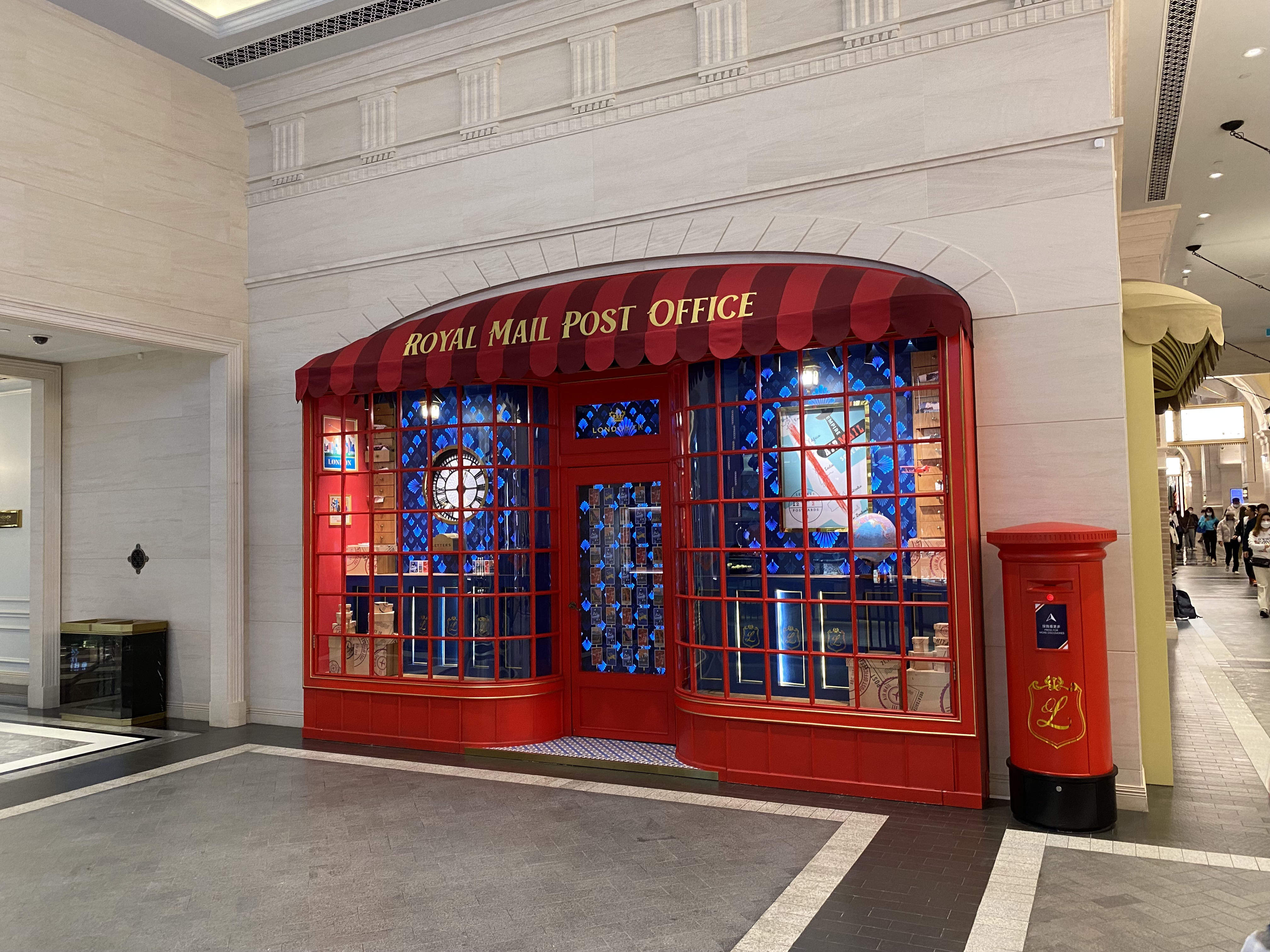
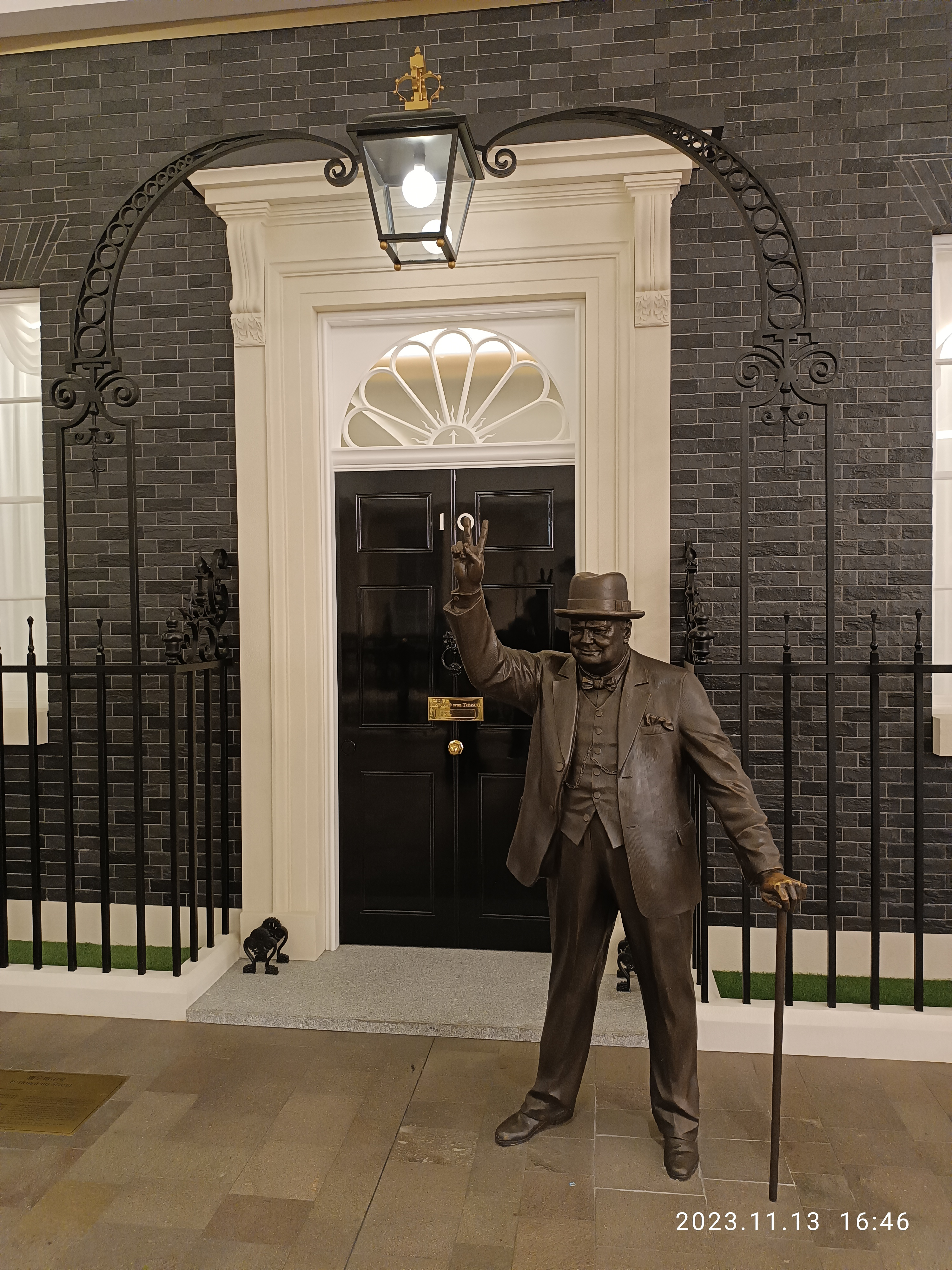
Statue de Winston Churchill devant une réplique du 10 Downing Street